# イギー・アゼリア

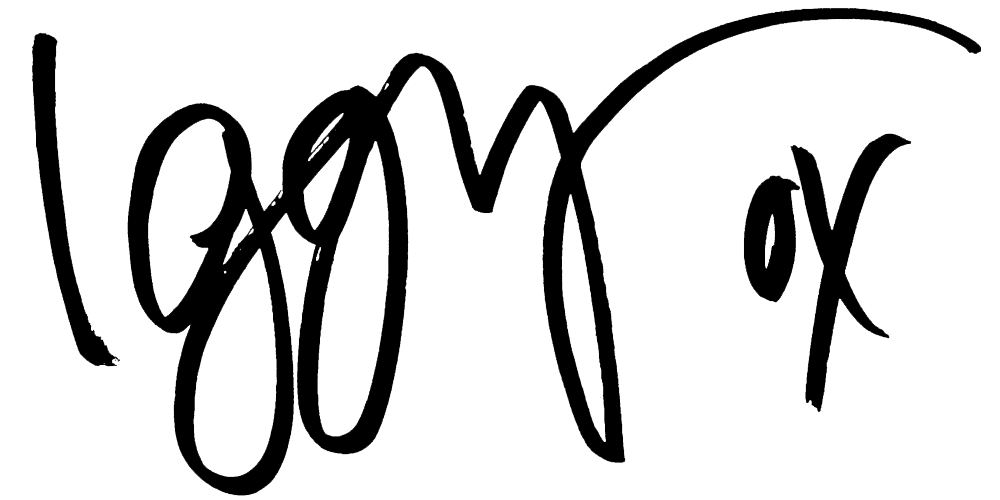
イギー・アゼリアのサイン

アメシスト・アメリア・ケリー（Amethyst Amelia Kelly、1990年6月7日 - ）は、イギー・アゼリア（Iggy Azalea）の芸名で知られるオーストラリアのラッパー、シンガーソングライター及びモデル。ウィルヘルミーナ・モデルズ所属。シドニーで生まれ、マランビンビーで育った。YouTubeに投稿した「プッシー」と『Two Times』で一般の認知を得て、2012年にT.I.のレーベルグランド・ハスラーと契約を結び、デビュー作となるミックステープ『Ignorant Art』を発表。
2014年にデビュー・スタジオアルバム『リ・クラシファイド』を発表。アルバムは世界中の音楽チャートの上位5位以内に入り、批評家からは様々な反応を受けた。同作からのシングル『ファンシー feat.チャーリーXCX』はBillboard Hot 100で7週連続首位を獲得、同チャートで首位を獲得した4人目の女性ラッパーとなった。また、同時期に客演したアリアナ・グランデのシングル『プロブレム』が2位となったため、"同一アーティストのシングルが初登場で1位・2位を独占”というビートルズ以来の快挙も達成した。更に彼女は、女性ラッパーによるシングルの連続首位記録でリル・キムの記録を塗り替えた。

## 生い立ち
イギー・アゼリアはオーストラリアのシドニーに生まれ、アメシスト・アメリア・ケリーと名付けられた。彼女がまだ幼少の頃、家族がニューサウスウェールズ州のマランビンビーに引越し、父親が泥レンガで自ら建てた家で12エーカーの土地に囲まれて過ごした。父親のブレンダン・ケリーは画家そして漫画家であり、母親のターニャはホリデーハウスやホテルの清掃員であった。
イギーの両親はどちらもアボリジニの家系であると言っている。「私の両親は「最初の植民船団」でオーストラリアに来たの。私の家系は100年以上、長い間オーストラリアに居たわ。自分の家系がもしオーストラリアにずっと住んでたら、誰だって少しくらいはアボリジニの血を持ってるわ。私の家族がそうだってことは、目の特徴で分かるの。アボリジニだけが持つ特徴だから」。彼女の名字ケリーは、アイルランド由来である。彼女いわく、父親がティーンエージャーだった彼女を[アート]作品にし、そのことが彼女の人生や作品へ常に影響しているという。
14歳の時にラップを始めた。ソロ活動の前は、近所の少女2人とグループを組んで活動していた。後に、メンバーの2人が本気でなかったことから、イギーはグループの解散を決意した。アメリカに移る願望を叶えるため、高校を退学してホテルの清掃員等のバイトを掛け持ちした。ホリディハウスでは母親と働いていた。高校のクラスを嫌っていた彼女だが、アートのクラスだけは別だった。また、学校に友達が居なかったことや手作りの洋服を着ていたことでいじめられたと話している。
2006年、16歳になる寸前にイギーはアメリカへと渡った。両親には、友達と休暇に行くとだけ伝えていたが、次第に残ることを決意し、後に両親には家に戻らないことを告げる。アメリカ到着後、彼女は高校卒業を認定する試験GEDに合格し、3ヶ月毎に出国することでビザ免除を6年間に渡って繰り返した。現在では、これまでの不法な労働歴がありながらも、5年のOビザによってアメリカに滞在している。

## 私生活
2011年後半から音楽プロデューサーチェイスン・キャッシュの紹介で知り合ったラッパーのエイサップ・ロッキーと交際していたが、2012年7月にロッキーが破局を認めた。アゼリアは交際中に、ロッキーがブレイクするきっかけとなったミックステープ「Live. Love. A$AP」のタイトルをタトゥーで手に彫ったが、破局後、「A$AP」の部分を消したことを明らかにした。
2013年3月からNBA選手のニック・ヤングと交際を開始。雑誌「GQ」2014年3月号に一緒に登場。彼らはカリフォルニア州ターザナに住み、2015年6月1日に婚約した。しかし、2016年6月19日にアゼリアはヤングとの破局を発表した。
2015年3月の雑誌『ヴォーグ』とのインタビューで、「4か月前に豊胸手術を受けた」と発言。同年8月の雑誌『セブンティーン』とのインタビューでは鼻の整形手術を受けたことを告白した。

## ディスコグラフィー

### アルバム
| 年   | タイトル        | アルバム詳細                                                                                                   | チャート最高位 | チャート最高位 | チャート最高位 | チャート最高位 | チャート最高位 | チャート最高位 | チャート最高位 | チャート最高位 | 認定                                           |
| 年   | タイトル        | アルバム詳細                                                                                                   | AUS            | CAN            | IRE            | NLD            | NZ             | SWE            | UK             | US             | 認定                                           |
| ---- | --------------- | --- | -------------- | -------------- | -------------- | -------------- | -------------- | -------------- | -------------- | -------------- | ---------------------------------------------- |
| 2014 | The New Classic | - 発売日: 2014年4月21日 - レーベル: Virgin EMI, Island - フォーマット: CD, digital download - 全米売上: 50万枚 | 2              | 2              | 13             | 58             | 3              | 12             | 5              | 3              | - AUS: ゴールド - CAN: ゴールド - US: プラチナ |
| 2019 | In My Defense   | - 発売日: 2019年7月19日 - レーベル: Bad Dreams, Empire Distribution - フォーマット: CD, digital download       | 52             | —              | —              | —              | —              | —              | —              | 50             |                                                |

### ミックステープ
- Ignorant Art (2011年9月)
- Trap Gold (2012年10月)

### EP
- Glory (2012年7月)
- Survive the Summer (2018年8月)
- Wicked Lips (2019年12月)

## 未発表アルバム
Digital Distortion